# Meilleurs buteurs du championnat d'Espagne de football
Cet article liste les meilleurs buteurs du championnat d'Espagne de football depuis sa création en 1928. 
L'Argentin Lionel Messi est le meilleur buteur de l'histoire du Championnat d'Espagne avec 474 buts.

## Classement général
Ce tableau présente le classement des meilleurs buteurs de l'histoire du Championnat d'Espagne de football.
Les joueurs évoluant actuellement en Liga sont inscrits en caractères gras.
| Rang | Joueur                  | Période   | Clubs successifs | Matchs | Ratio | Buts |
| ---- | ----------------------- | --------- | --- | ------ | ----- | ---- |
| 1    | Lionel Messi            | 2004-2021 | FC Barcelone (474) | 520    | 0,91  | 474  |
| 2    | Cristiano Ronaldo       | 2009-2018 | Real Madrid (311) | 292    | 1,07  | 311  |
| 3    | Telmo Zarra             | 1940-1955 | Athletic Club (251) | 277    | 0,91  | 251  |
| 4    | Karim Benzema           | 2009-2023 | Real Madrid (238) | 439    | 0,54  | 238  |
| 5    | Hugo Sánchez            | 1981-1994 | Atlético de Madrid (54), Real Madrid (164), Rayo Vallecano (16)                                                                       | 347    | 0,67  | 234  |
| 6    | Raúl                    | 1994-2010 | Real Madrid (228) | 550    | 0,41  | 228  |
| 7    | Alfredo Di Stéfano      | 1953-1966 | Real Madrid (216), RCD Espanyol (11)                                                                                                  | 329    | 0,69  | 227  |
| 8    | César                   | 1941-1960 | Grenade CF (23), FC Barcelone (192), Cultural Leonesa (3), Elche CF (5)                                                               | 353    | 0,63  | 223  |
| 9    | Quini                   | 1970-1987 | Sporting Gijon (165), FC Barcelone (54)                                                                                               | 448    | 0,49  | 219  |
| 10   | Pahiño                  | 1943-1956 | Celta de Vigo (56), Real Madrid (108), Deportivo La Corogne (46)                                                                      | 278    | 0,76  | 210  |
| 11   | Antoine Griezmann       | 2010-     | Real Sociedad (40), Atlético de Madrid (136), FC Barcelone (22)                                                                       | 531    | 0,37  | 198  |
| 12   | Mundo                   | 1939-1951 | Valence CF (186), CD Alcoyano (9) | 231    | 0,84  | 195  |
| 13   | Santillana              | 1971-1988 | Real Madrid (186) | 461    | 0,40  | 186  |
| 14   | David Villa             | 2003-2014 | Real Saragosse (32), Valence CF (107), FC Barcelone (33), Atlético de Madrid (13)                                                     | 352    | 0,53  | 185  |
| 15   | Juan Arza               | 1943-1959 | Séville FC (182) | 349    | 0,52  | 182  |
| 16   | Luis Suárez             | 2014-2022 | FC Barcelone (146), Atlético de Madrid (32)                                                                                           | 257    | 0,69  | 178  |
| 17   | Guillermo Gorostiza     | 1929-1946 | Athletic Club (106), Valence CF (72)                                                                                                  | 256    | 0,70  | 178  |
| 18   | Iago Aspas              | 2012-     | Celta de Vigo (164), Séville FC (2)                                                                                                   | 388    | 0,43  | 166  |
| 19   | Samuel Eto'o            | 1998-2009 | Real Madrid (0), RCD Majorque (54), FC Barcelone (108)                                                                                | 280    | 0,58  | 162  |
| 20   | Luis Aragonés           | 1960-1975 | Real Oviedo (4), Real Betis (33), Atlético de Madrid (123)                                                                            | 360    | 0,44  | 160  |
| 21   | Aritz Aduriz            | 2002-2020 | Athletic Club (117), RCD Majorque (23), Valence CF (18)                                                                               | 443    | 0,36  | 158  |
| 22   | Ferenc Puskás           | 1958-1966 | Real Madrid (156) | 180    | 0,87  | 156  |
| 23   | Julio Salinas           | 1982-2000 | Athletic Club (13), Atlético de Madrid (31), FC Barcelone (60), Deportivo La Corogne (12), Sporting Gijón (24), Deportivo Alavés (12) | 417    | 0,36  | 152  |
| 24   | Adrián Escudero         | 1945-1958 | Atlético de Madrid (150) | 287    | 0,52  | 150  |
| 25   | Dani                    | 1974-1986 | Athletic Club (147) | 303    | 0,49  | 147  |
| 26   | Raúl Tamudo             | 1996-2013 | RCD Espanyol (129), Real Sociedad (7), Rayo Vallecano (10)                                                                            | 407    | 0,36  | 146  |
| 27   | Silvestre Igoa          | 1941-1956 | Valence CF (81), Real Sociedad (60)                                                                                                   | 284    | 0,50  | 141  |
| 28   | Manuel Badenes          | 1946-1959 | CD Castellón (4), FC Barcelone (6), Valence CF (90), Real Valladolid (35), Sporting Gijón (4)                                         | 201    | 0,69  | 139  |
| 29   | Juan Araujo             | 1945-1956 | Séville FC (139) | 207    | 0,67  | 139  |
| 30   | José María Bakero       | 1980-1997 | Real Sociedad (67), FC Barcelone (72)                                                                                                 | 483    | 0,29  | 139  |
| 31   | László Kubala           | 1951-1964 | FC Barcelone (131), RCD Espanyol (7)                                                                                                  | 215    | 0,64  | 138  |
| 32   | Eneko Arieta            | 1951-1966 | Athletic Club (136) | 248    | 0,55  | 136  |
| 33   | Jesús María Satrústegui | 1973-1986 | Real Sociedad (133) | 297    | 0,45  | 133  |
| 34   | Joaquín Murillo         | 1954-1964 | Real Valladolid (44), Real Saragosse (88)                                                                                             | 227    | 0,58  | 132  |
| 35   | Ismael Urzáiz           | 1991-2007 | Albacete Balompié (1), Celta de Vigo (1), Rayo Vallecano (1), RCD Espanyol (13), Athletic Club (115)                                  | 445    | 0,29  | 131  |
| 36   | Fernando Ansola         | 1959-1975 | Real Oviedo (8), Real Betis (54), Valence CF (34), Real Sociedad (34)                                                                 | 323    | 0,40  | 130  |
| 37   | Liouboslav Penev        | 1989-1999 | Valence CF (67), Atlético de Madrid (16), SD Compostelle (32), Celta de Vigo (14)                                                     | 305    | 0,42  | 129  |
| 38   | Roberto Soldado         | 2005-2022 | Real Madrid (2), CA Osasuna (11), Getafe CF (29), Valence CF (59), Villarreal CF (9), Grenade CF (16), Levante UD (3)                 | 325    | 0,40  | 129  |
| 39   | Diego Forlán            | 2004-2011 | Villarreal CF (54), Atlético de Madrid (74)                                                                                           | 240    | 0,57  | 128  |
| 40   | Álvaro Negredo          | 2007-2024 | UD Almería (32), Séville FC (70), Valence CF (10), Cadix CF (16)                                                                      | 361    | 0,35  | 128  |
| 41   | Francisco Gento         | 1952-1971 | Racing de Santander (2), Real Madrid (126)                                                                                            | 438    | 0,29  | 128  |
| 42   | Paco Campos             | 1939-1953 | Atlético de Madrid (120), Sporting Gijón (7)                                                                                          | 205    | 0,62  | 127  |
| 43   | Mario Kempes            | 1976-1986 | Valence CF (116), Hércules CF (10) | 222    | 0,57  | 126  |
| 44   | José Luis Panizo        | 1939-1955 | Athletic Club (126) | 326    | 0,38  | 126  |
| 45   | Herrerita               | 1933-1950 | Real Oviedo (117), FC Barcelone (8)                                                                                                   | 230    | 0,54  | 125  |
| 46   | Epi                     | 1940-1955 | Valence CF (78), Real Sociedad (46)                                                                                                   | 334    | 0,37  | 124  |
| 47   | Fernando Morientes      | 1993-2009 | Albacete Balompié (5), Real Saragosse (28), Real Madrid (72), Valence CF (19)                                                         | 337    | 0,37  | 124  |
| 48   | Emilio Butragueño       | 1983-1995 | Real Madrid (123) | 341    | 0,36  | 123  |
| 49   | Pirri                   | 1964-1980 | Real Madrid (123) | 417    | 0,29  | 123  |
| 50   | Gerard Moreno           | 2014-     | RCD Espanyol (36), Villarreal CF (84)                                                                                                 | 322    | 0,37  | 120  |
| 51   | Piru Gaínza             | 1940-1959 | Athletic Club (120) | 381    | 0,31  | 120  |
| 52   | Amancio                 | 1962-1976 | Real Madrid (119) | 344    | 0,35  | 119  |
| 53   | Ronaldo                 | 1996-2007 | FC Barcelone (34), Real Madrid (83)                                                                                                   | 164    | 0,71  | 117  |
| 54   | Rafael Marañón          | 1970-1983 | Real Madrid (5), RCD Espanyol (111)                                                                                                   | 309    | 0,38  | 116  |
| 55   | Waldo Machado           | 1961-1970 | Valence CF (115) | 215    | 0,53  | 115  |
| 56   | José Juncosa            | 1942-1955 | RCD Espanyol (34), Atlético de Madrid (80)                                                                                            | 232    | 0,49  | 114  |
| 57   | Davor Šuker             | 1991-1999 | Séville FC (76), Real Madrid (38) | 239    | 0,48  | 114  |
| 58   | Pedro Uralde            | 1979-1992 | Real Sociedad (62), Atlético de Madrid (8), Athletic Club (34), Deportivo La Corogne (8)                                              | 339    | 0,33  | 112  |
| 59   | Roberto López Ufarte    | 1975-1989 | Real Sociedad (101), Atlético de Madrid (8), Real Betis (3)                                                                           | 418    | 0,27  | 112  |
| 60   | Raúl García             | 2005-     | CA Osasuna (20), Atlético de Madrid (27), Athletic Club (65)                                                                          | 609    | 0,18  | 112  |
| 61   | Carlos                  | 1984-1996 | Elche CF (5), Hércules CF (5), Real Murcie (4), Atlético de Madrid (4), Real Oviedo (93)                                              | 314    | 0,35  | 111  |
| 62   | Cristhian Stuani        | 2010-     | Levante UD (8), Racing de Santander (9), RCD Espanyol (25), Gerone FC (69)                                                            | 325    | 0,34  | 111  |
| 63   | José Ángel Ziganda      | 1987-2001 | CA Osasuna (35), Athletic Club (76)                                                                                                   | 381    | 0,29  | 111  |
| 64   | José Eulogio Gárate     | 1966-1977 | Atlético de Madrid (109) | 241    | 0,45  | 109  |
| 65   | Fernando                | 1983-1998 | Valence CF (108) | 421    | 0,26  | 108  |
| 66   | Gonzalo Higuaín         | 2006-2013 | Real Madrid (107) | 190    | 0,56  | 107  |
| 67   | Rivaldo                 | 1996-2002 | Deportivo La Corogne (21), FC Barcelone (86)                                                                                          | 198    | 0,54  | 107  |
| 68   | Pichi Alonso            | 1978-1989 | Saragosse (69), FC Barcelone (13), RCD Espanyol (25)                                                                                  | 265    | 0,40  | 107  |
| 69   | José Luis Artetxe       | 1950-1964 | Athletic Club (107) | 274    | 0,39  | 107  |
| 70   | Bata                    | 1929-1936 | Athletic Club (105) | 118    | 0,89  | 105  |
| 71   | Mariano Martín          | 1939-1949 | FC Barcelone (97), Gimnàstic de Tarragone (8)                                                                                         | 130    | 0,81  | 105  |
| 72   | Hermidita               | 1945-1955 | Celta de Vigo (105) | 159    | 0,66  | 105  |
| 73   | Meho Kodro              | 1991-2000 | Real Sociedad (73), FC Barcelone (9), CD Tenerife (18), Deportivo Alavés (5)                                                          | 263    | 0,40  | 105  |
| 74   | Fernando Hierro         | 1987-2003 | Real Valladolid (3), Real Madrid (102)                                                                                                | 497    | 0,21  | 105  |
| 75   | Isidro Lángara          | 1933-1948 | Real Oviedo (104) | 90     | 1,16  | 104  |
| 76   | Cayetano Ré             | 1959-1971 | Elche CF (25), FC Barcelone (56), RCD Espanyol (23)                                                                                   | 265    | 0,39  | 104  |
| 77   | Fernando Torres         | 2002-2018 | Atlético de Madrid (102) | 281    | 0,36  | 102  |
| 78   | Manuel Sarabia          | 1976-1991 | Athletic Club (83), CD Logroñés (19)                                                                                                  | 363    | 0,28  | 102  |
| 79   | Luis Enrique            | 1989-2004 | Sporting Gijón (14), Real Madrid (15), FC Barcelone (73)                                                                              | 400    | 0,25  | 102  |
| 80   | Víctor Unamuno          | 1928-1942 | Athletic Club (72), Real Betis (29)                                                                                                   | 144    | 0,70  | 101  |
| 81   | Guillermo Campanal      | 1934-1946 | Séville FC (101) | 157    | 0,64  | 101  |
| 82   | Julen Guerrero          | 1992-2006 | Athletic Club (101) | 372    | 0,27  | 101  |
| 83   | Roy Makaay              | 1997-2003 | CD Tenerife (21), Deportivo La Corogne (79)                                                                                           | 205    | 0,49  | 100  |

### Les meilleurs buteurs en activité
Le tableau ci-dessous présente les dix meilleurs buteurs du Championnat d'Espagne encore en activité et évoluant cette saison en Liga.
| Rang | Joueur             | Club actuel        | Matchs | Ratio | Buts |
| ---- | ------------------ | ------------------ | ------ | ----- | ---- |
| 1    | Antoine Griezmann  | Atlético de Madrid | 531    | 0,37  | 198  |
| 2    | Iago Aspas         | Celta de Vigo      | 388    | 0,43  | 166  |
| 3    | Gerard Moreno      | Villarreal CF      | 322    | 0,37  | 120  |
| 4    | Cristhian Stuani   | Gerone FC          | 325    | 0,34  | 111  |
| 5    | Mikel Oyarzabal    | Real Sociedad      | 314    | 0,27  | 85   |
| 6    | Iñaki Williams     | Athletic Club      | 378    | 0,21  | 81   |
| 7    | Ante Budimir       | CA Osasuna         | 195    | 0,4   | 78   |
| 8    | José Luis Morales  | Levante UD         | 313    | 0,25  | 77   |
| 9    | Dani Parejo        | Villarreal CF      | 527    | 0,15  | 77   |
| 10   | Robert Lewandowski | FC Barcelone       | 101    | 0,68  | 69   |

Les joueurs suivants ont marqué plus de cinquante buts dans le championnat d'Espagne mais n'y jouent plus actuellement :
Lionel Messi (474, États-Unis), Cristiano Ronaldo (311, Arabie saoudite), Karim Benzema (238, Arabie saoudite), Luis Suárez (178, États-Unis), Willian José (82, Brésil), Sergio Ramos (77, Mexique), Diego Costa (73, libre), Álvaro Morata (71, Italie), Youssef En-Nesyri (69, Turquie), Neymar (68, Brésil), Joselu (68, Qatar), Ángel Correa (68, Mexique), Maxi Gómez (64, Uruguay), Carlos Bacca (62, Colombie), Radamel Falcao (61, libre), Pedro (58, Italie), Paco Alcácer (54, libre) et Enes Ünal (52, Angleterre).

## Palmarès

### Palmarès par édition (Pichichi)
Le Pichichi est le titre donné au meilleur buteur de la saison. Ce titre est un hommage à Rafael Moreno Aranzadi (surnommé Pichichi depuis son enfance en référence à sa petite taille), prolifique attaquant de l'Athletic Club durant les années 1910 et première grande vedette du football espagnol.
Ce tableau retrace les meilleurs buteurs du Championnat d'Espagne de football par saison depuis sa création en 1929.
Le record de buts sur une saison est détenu par Lionel Messi avec 50 buts inscrits avec le FC Barcelone lors de la saison 2011-2012.
| Saison    | Joueur                                         | Club                                   | Buts             |
| --------- | ---------------------------------------------- | -------------------------------------- | ---------------- |
| 1929      | Paco Bienzobas                                 | Real Sociedad                          | 17               |
| 1929-1930 | Guillermo Gorostiza                            | Athletic Club                          | 19               |
| 1930-1931 | Bata                                           | Athletic Club                          | 27               |
| 1931-1932 | Bata                                           | Athletic Club                          | 13               |
| 1932-1933 | Manuel Olivares                                | Real Madrid                            | 16               |
| 1933-1934 | Isidro Lángara                                 | Real Oviedo                            | 27               |
| 1934-1935 | Isidro Lángara                                 | Real Oviedo                            | 26               |
| 1935-1936 | Isidro Lángara                                 | Real Oviedo                            | 28               |
| 1936-1939 | Guerre d'Espagne                               | Guerre d'Espagne                       | Guerre d'Espagne |
| 1939-1940 | Víctor Unamuno                                 | Athletic Club                          | 20               |
| 1940-1941 | Pruden                                         | Atlético de Madrid                     | 33               |
| 1941-1942 | Mundo                                          | Valence CF                             | 27               |
| 1942-1943 | Mariano Martín                                 | FC Barcelone                           | 30               |
| 1943-1944 | Mundo                                          | Valence CF                             | 28               |
| 1944-1945 | Telmo Zarra                                    | Athletic Club                          | 20               |
| 1945-1946 | Telmo Zarra                                    | Athletic Club                          | 24               |
| 1946-1947 | Telmo Zarra                                    | Athletic Club                          | 33               |
| 1947-1948 | Pahiño                                         | Celta de Vigo                          | 20               |
| 1948-1949 | César                                          | FC Barcelone                           | 28               |
| 1949-1950 | Telmo Zarra                                    | Athletic Club                          | 24               |
| 1950-1951 | Telmo Zarra                                    | Athletic Club                          | 38               |
| 1951-1952 | Pahiño                                         | Real Madrid                            | 28               |
| 1952-1953 | Telmo Zarra                                    | Athletic Club                          | 24               |
| 1953-1954 | Alfredo Di Stéfano                             | Real Madrid                            | 27               |
| 1954-1955 | Juan Arza                                      | Séville FC                             | 29               |
| 1955-1956 | Alfredo Di Stéfano                             | Real Madrid                            | 24               |
| 1956-1957 | Alfredo Di Stéfano                             | Real Madrid                            | 31               |
| 1957-1958 | Ricardo Alós Manuel Badenes Alfredo Di Stéfano | Valence CF Real Valladolid Real Madrid | 19               |
| 1958-1959 | Alfredo Di Stéfano                             | Real Madrid                            | 23               |
| 1959-1960 | Ferenc Puskás                                  | Real Madrid                            | 25               |
| 1960-1961 | Ferenc Puskás                                  | Real Madrid                            | 28               |
| 1961-1962 | Juan Seminario                                 | Real Saragosse                         | 25               |
| 1962-1963 | Ferenc Puskás                                  | Real Madrid                            | 26               |
| 1963-1964 | Ferenc Puskás                                  | Real Madrid                            | 21               |
| 1964-1965 | Cayetano Ré                                    | FC Barcelone                           | 26               |
| 1965-1966 | Vavá                                           | Elche CF                               | 18               |
| 1966-1967 | Waldo Machado                                  | Valence CF                             | 24               |
| 1967-1968 | Fidel Uriarte                                  | Athletic Club                          | 22               |
| 1968-1969 | Amancio José Eulogio Gárate                    | Real Madrid Atlético de Madrid         | 14               |
| 1969-1970 | Amancio José Eulogio Gárate Luis Aragonés      | Real Madrid Atlético de Madrid         | 16               |
| 1970-1971 | José Eulogio Gárate Carles Rexach              | Atlético de Madrid FC Barcelone        | 17               |
| 1971-1972 | Enrique Porta                                  | Grenade CF                             | 20               |
| 1972-1973 | Marianín                                       | Real Oviedo                            | 19               |
| 1973-1974 | Quini                                          | Sporting Gijon                         | 20               |
| 1974-1975 | Carlos Ruiz Herrero                            | Athletic Club                          | 19               |
| 1975-1976 | Quini                                          | Sporting Gijon                         | 21               |
| 1976-1977 | Mario Kempes                                   | Valence CF                             | 24               |
| 1977-1978 | Mario Kempes                                   | Valence CF                             | 28               |
| 1978-1979 | Hans Krankl                                    | FC Barcelone                           | 29               |
| 1979-1980 | Quini                                          | Sporting Gijon                         | 24               |
| 1980-1981 | Quini                                          | FC Barcelone                           | 20               |
| 1981-1982 | Quini                                          | FC Barcelone                           | 27               |
| 1982-1983 | Poli Rincón                                    | Real Betis                             | 20               |
| 1983-1984 | Jorge da Silva Juanito                         | Real Valladolid Real Madrid            | 17               |
| 1984-1985 | Hugo Sánchez                                   | Atlético de Madrid                     | 19               |
| 1985-1986 | Hugo Sánchez                                   | Real Madrid                            | 22               |
| 1986-1987 | Hugo Sánchez                                   | Real Madrid                            | 34               |
| 1987-1988 | Hugo Sánchez                                   | Real Madrid                            | 29               |
| 1988-1989 | Baltazar                                       | Atlético de Madrid                     | 35               |
| 1989-1990 | Hugo Sánchez                                   | Real Madrid                            | 38               |
| 1990-1991 | Emilio Butragueño                              | Real Madrid                            | 19               |
| 1991-1992 | Manolo                                         | Atlético de Madrid                     | 27               |
| 1992-1993 | Bebeto                                         | Deportivo La Corogne                   | 29               |
| 1993-1994 | Romário                                        | FC Barcelone                           | 30               |
| 1994-1995 | Iván Zamorano                                  | Real Madrid                            | 28               |
| 1995-1996 | Juan Antonio Pizzi                             | CD Tenerife                            | 31               |
| 1996-1997 | Ronaldo                                        | FC Barcelone                           | 34               |
| 1997-1998 | Christian Vieri                                | Atlético de Madrid                     | 24               |
| 1998-1999 | Raúl                                           | Real Madrid                            | 25               |
| 1999-2000 | Salva Ballesta                                 | Racing de Santander                    | 27               |
| 2000-2001 | Raúl                                           | Real Madrid                            | 24               |
| 2001-2002 | Diego Tristán                                  | Deportivo La Corogne                   | 20               |
| 2002-2003 | Roy Makaay                                     | Deportivo La Corogne                   | 29               |
| 2003-2004 | Ronaldo                                        | Real Madrid                            | 24               |
| 2004-2005 | Diego Forlán                                   | Villarreal CF                          | 25               |
| 2005-2006 | Samuel Eto'o                                   | FC Barcelone                           | 26               |
| 2006-2007 | Ruud van Nistelrooy                            | Real Madrid                            | 25               |
| 2007-2008 | Daniel Güiza                                   | RCD Majorque                           | 27               |
| 2008-2009 | Diego Forlán                                   | Atlético de Madrid                     | 32               |
| 2009-2010 | Lionel Messi                                   | FC Barcelone                           | 34               |
| 2010-2011 | Cristiano Ronaldo                              | Real Madrid                            | 40               |
| 2011-2012 | Lionel Messi                                   | FC Barcelone                           | 50               |
| 2012-2013 | Lionel Messi                                   | FC Barcelone                           | 46               |
| 2013-2014 | Cristiano Ronaldo                              | Real Madrid                            | 31               |
| 2014-2015 | Cristiano Ronaldo                              | Real Madrid                            | 48               |
| 2015-2016 | Luis Suárez                                    | FC Barcelone                           | 40               |
| 2016-2017 | Lionel Messi                                   | FC Barcelone                           | 37               |
| 2017-2018 | Lionel Messi                                   | FC Barcelone                           | 34               |
| 2018-2019 | Lionel Messi                                   | FC Barcelone                           | 36               |
| 2019-2020 | Lionel Messi                                   | FC Barcelone                           | 25               |
| 2020-2021 | Lionel Messi                                   | FC Barcelone                           | 30               |
| 2021-2022 | Karim Benzema                                  | Real Madrid                            | 27               |
| 2022-2023 | Robert Lewandowski                             | FC Barcelone                           | 23               |
| 2023-2024 | Artem Dovbyk                                   | Gérone FC                              | 24               |
| 2024-2025 | Kylian Mbappé                                  | Real Madrid                            | 31               |

- Soulier d'or européen cette saison là.

### Palmarès par joueur
L'Argentin Lionel Messi compte huit titres de meilleur buteur du championnat d'Espagne.
Il a d'ailleurs remporté cinq titres successivement.
| Rang | Joueur              | Titres | Club(s)                           |
| ---- | ------------------- | ------ | --------------------------------- |
| 1    | Lionel Messi        | 8      | FC Barcelone                      |
| 2    | Telmo Zarra         | 6      | Athletic Club                     |
| 3    | Alfredo Di Stéfano  | 5      | Real Madrid                       |
| 3    | Quini               | 5      | Sporting Gijon, FC Barcelone      |
| 3    | Hugo Sánchez        | 5      | Atlético de Madrid, Real Madrid   |
| 6    | Ferenc Puskás       | 4      | Real Madrid                       |
| 7    | Isidro Lángara      | 3      | Real Oviedo                       |
| 7    | José Eulogio Gárate | 3      | Atlético de Madrid                |
| 7    | Cristiano Ronaldo   | 3      | Real Madrid                       |
| 10   | Bata                | 2      | Athletic Club                     |
| 10   | Mundo               | 2      | Valence CF                        |
| 10   | Pahiño              | 2      | Celta de Vigo, Real Madrid        |
| 10   | Amancio             | 2      | Real Madrid                       |
| 10   | Mario Kempes        | 2      | Valence CF                        |
| 10   | Raúl                | 2      | Real Madrid                       |
| 10   | Ronaldo             | 2      | FC Barcelone, Real Madrid         |
| 10   | Diego Forlán        | 2      | Villarreal CF, Atlético de Madrid |

* titre partagé par deux joueurs ou plus.

### Palmarès par club
Le Real Madrid a eu vingt-neuf fois dans son équipe le meilleur buteur du championnat d'Espagne dont six fois successivement (de 1956 à 1961).
| Rang | Club                 | Titres | Joueurs |
| ---- | -------------------- | ------ | --- |
| 1    | Real Madrid          | 29     | Manuel Olivares, Pahiño, Alfredo Di Stéfano* (x5), Ferenc Puskás (x4), Amancio* (×2), Juanito*, Hugo Sánchez (x4), Emilio Butragueño, Iván Zamorano, Raúl (×2), Ronaldo, Ruud van Nistelrooy, Cristiano Ronaldo (x3), Karim Benzema, Kylian Mbappé |
| 2    | FC Barcelone         | 20     | Mariano Martín, César, Cayetano Ré, Carles Rexach*, Hans Krankl, Quini (×2), Romário, Ronaldo, Samuel Eto'o, Lionel Messi (x8), Luis Suárez, Robert Lewandowski                                                                                    |
| 3    | Athletic Club        | 12     | Guillermo Gorostiza, Bata (×2), Víctor Unamuno, Telmo Zarra (x6), Fidel Uriarte, Carlos Ruiz Herrero |
| 4    | Atlético de Madrid   | 10     | Pruden, José Eulogio Gárate* (x3), Luis Aragonés*, Hugo Sánchez, Baltazar, Manolo, Christian Vieri, Diego Forlán |
| 5    | Valence CF           | 6      | Mundo (×2), Ricardo Alós*, Waldo Machado, Mario Kempes (×2) |
| 6    | Real Oviedo          | 4      | Isidro Lángara (x3), Marianín |
| 7    | Sporting Gijon       | 3      | Quini (x3) |
| 7    | Deportivo La Corogne | 3      | Bebeto, Diego Tristán, Roy Makaay |
| 9    | Real Valladolid      | 2      | Manuel Badenes*, Jorge da Silva* |

* titre partagé par deux joueurs ou plus.

### Palmarès par pays
L'Espagne a eu cinquante-sept fois l'un de ses représentants titré meilleur buteur du championnat d'Espagne.
| Rang | Pays      | Titres | Joueurs |
| ---- | --------- | ------ | --- |
| 1    | Espagne   | 57     | Paco Bienzobas, Guillermo Gorostiza, Bata (×2), Manuel Olivares, Isidro Lángara (x3), Víctor Unamuno, Pruden, Mundo (×2), Mariano Martín, Telmo Zarra (x6), Pahiño (×2), César, Juan Arza, Alfredo Di Stéfano (x3), Ricardo Alós, Manuel Badenes, Ferenc Puskás (×2), Vavá, Fidel Uriarte, Amancio (×2), José Eulogio Gárate (x3), Luis Aragonés, Carles Rexach, Enrique Porta, Marianín, Quini (x5), Carlos Ruiz Herrero, Poli Rincón, Juanito, Emilio Butragueño, Manolo, Juan Antonio Pizzi, Raúl (×2), Salva Ballesta, Diego Tristán, Daniel Güiza |
| 2    | Argentine | 13     | Alfredo Di Stéfano (×2), Mario Kempes (×2), Juan Antonio Pizzi, Lionel Messi (x8) |
| 3    | Brésil    | 6      | Waldo Machado, Baltazar, Bebeto, Romário, Ronaldo (×2) |
| 4    | Mexique   | 5      | Hugo Sánchez (x5) |
| 5    | Uruguay   | 4      | Jorge da Silva, Diego Forlán (×2), Luis Suárez |
| 6    | Portugal  | 3      | Cristiano Ronaldo (x3) |
| 7    | Hongrie   | 2      | Ferenc Puskás (×2) |
| 7    | Pays-Bas  | 2      | Roy Makaay, Ruud van Nistelrooy |
| 7    | France    | 2      | Karim Benzema, Kylian Mbappé |

* titre partagé par deux joueurs ou plus.